# Belveglio
Belveglio (Birvèj o Belvèj en piemontès) és un municipi situat al territori de la província d'Asti, a la regió del Piemont (Itàlia).
Limita amb els municipis de Cortiglione, Mombercelli, Rocchetta Tanaro i Vinchio.
Pertany al municipi la frazione de Bricco.